# Discotronic
Discotronic ist der Name eines österreichischen Dance- und Hands-up-Projektes der beiden Wiener Produzenten Thomas Greisl und Steve Twain.

## Geschichte
Die Wiener Produzenten Thomas Greisl und Steve Twain gründeten 2006 das Dance-Projekt Discotronic. Die erste Single-Veröffentlichung “Tricky Disco” entwickelte sich zu einem europaweiten Club-Hit. In Deutschland platzierte sich die Single in den Top 5 der Dancecharts. Mit den beiden folgenden Singles “World of Discotronic / Now Is the Time” und “The Masterplan” schlossen Discotronic an den Erfolg ihres Debüts an.
Discotronic ist bei dem Hamburger Plattenlabel Mental Madness Records unter Vertrag.
Neben ihren eigenen Songs, arbeiteten Discotronic bereits als Remixer u. a. für DJ Manian (Cascada), Brooklyn Bounce, Rob Mayth & Dan Winter, Yanou und Basshunter.

## Diskografie

### Singles
- 2006: Tricky Disco
- 2007: The World of Discotronic Now Is the Time
- 2008: The Masterplan
- 2008: Shooting Star
- 2009: I Surrender
- 2010: To the Moon and Back (meets Tevin)
- 2010: Tricky Disco 2k10
- 2011: The Music’s Got Me (mit Brooklyn Bounce)
- 2012: True Faith

## Remixe
- Brooklyn Bounce - Get Ready to Bounce (Discotronic Remix) - Mental Madness
- DJ Lawless - Sex Toys (Discotronic Remix) - Mental Madness
- Silverstation - Sunshine After the Rain (Discotronic Remix) - Klubbstyle Records
- Global Players - Daydream (Discotronic Remix) - Klubbstyle Records
- Kevin Stomper - L.I.S.I (Discotronic Remix) - Klubbstyle Records
- Basshunter - Please Don’t Go (Discotronic Remix) - Warner / MoS UK / Balloon Records
- DJ Roxx - Jumping & Pumping (Discotronic Remix) - Mental Madness
- The Boyscouts - Pussy Gain (Discotronic Remix) Trak Music
- Yanou feat Mark Daviz - A Girl Like You (Discotronic Remix) - Zooland Records
- Escape One - Upside Down (Discotronic Remix) - Balloon Records
- Rebecca J. - I Need You to Be Here (Discotronic Remix) - Be52
- Stee Wee Bee - A Star (Discotronic Remix) - Mental Madness
- Manian feat Aila - Heaven (Discotronic Remix) - Zeitgeist
- Ultraflirt - Heaven Is a Place on Earth (Discotronic Remix) - Mental Madness
- Dan Winter & Mayth - Dare Me (Discotronic Remix) - Zooland Records
- Alex Megane - Hurricane 09 (Discotronic Remix) - Yawa Recordings
- Manian - Welcome to the Club (Discotronic Remix) - Zooland Records
- Manox - Supermodel Girlfriend (Discotronic Remix) - Zooland Records
- Cyrus - Wir brauchen Bass (Discotronic Remix) - Zooland Records
- Andrew Spencer - Video Killed the Radio Star (Discotronic Remix) - Mental Madness